# 각얼음
각얼음(영어: Ice cube)은 각이 진 틀에 얼린 얼음이다. 각얼음은 위에서 볼 때 일반적으로 직사각형이고 옆에서 볼 때 사다리꼴인 작은 얼음 조각이다. 각얼음은 기계적 냉각에 의해 만들어지며 일반적으로 음료를 식히기 위해 생산된다. 집에서 얼음 트레이가 있는 냉동실이나 자동 제빙 장비로 만들 수 있다. 또한 산업적으로 생산되어 상업적으로 판매될 수 있다.

## 역사

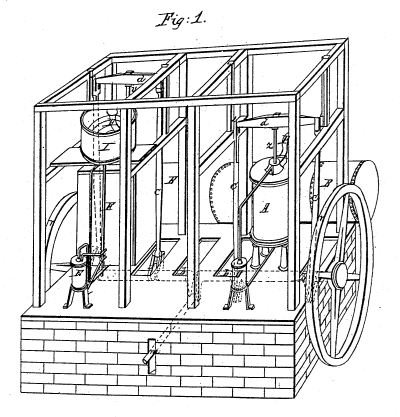
존 고리의 얼음 기계의 모습.

미국의 의사이자 발명가인 존 고리는 1844년 공기를 식히기 위한 얼음을 생산할 목적으로 냉장고를 만들었다. 그의 냉장고는 주변 실내 온도를 낮추기 위해 천장에 매달린 대야를 통해 얼음을 만들었다. 당시에는 나쁜 공기 질이 질병을 일으킨다고 사람들이 생각했다. 그래서 병의 예방과 치료를 돕기 위해 늪의 배수와 병실의 냉방을 추진하였다.

## 생산

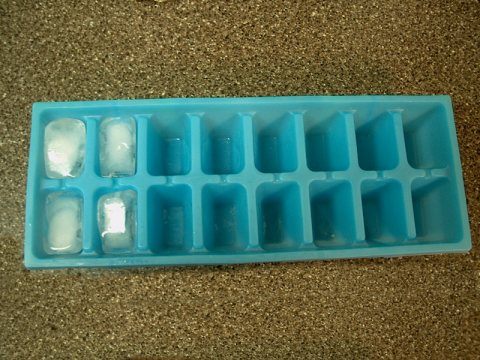
트레이에 들어 있는 각얼음.

각얼음 트레이에 물을 채운 다음 물이 얼음이 될 때까지 냉동실에 넣어두면 각얼음이 만들어진다. 각얼음 트레이는 대부분 유연하므로 트레이를 구부려 얼린 큐브를 쉽게 제거할 수 있다. "트위스트 아이스 트레이"는 레버가 있는 간단한 스프링 장착 구조를 가지고 있어, 트레이를 뒤집는 동시에 구부려 떨어지는 큐브가 아래의 이동식 트레이에 모이도록 한다. 스프링은 냉동실에서 꺼내지 않고도 각얼음 트레이를 수직 위치로 되돌려 시간을 절약할 수 있고, 수거를 위해 트레이를 제거해야 하고 얼음 트레이도 제거해야 하는 우발적인 혼란을 줄일 수 있다. 대안으로 가능한 방법은 각얼음을 들어올려 트레이에서 빼내는 레버가 있는 알루미늄 트레이이다. 여기에 전동기를 사용한 방법은 대부분의 자동 제빙 냉동고에서 볼 수 있다.
얼음 조각의 일반적인 모양은 거의 정육면체이지만 반구형 또는 원통형 모양의 얼음을 만드는 얼음 트레이도 있다. 계절, 축제 등에 맞는 모양의 얼음 블록도 만든다. 가정이나 상업 생산 모두에서 음식을 각얼음 안에서 얼릴 때도 있다.
로이드 그로프 코프먼은 메이플 시럽을 만들기 위해 수액을 모으면서 숲 속을 걸을 때 고무 장화에 달라붙지 않고 진창과 얼음이 떨어져 나가는 것을 보고 고무 얼음 쟁반을 발명했다. 1928년 변리사와 점심 식사를 함께 했던 이때를 생각하며 그는 고무 컵을 사용하여 실험을 했고, 다양한 종류의 트레이에 대한 실용적인 디자인과 특허를 얻었다. 여기에는 고무 분리기가 있는 금속 트레이, 1933년에 발명된 개별 고무 컵이 있는 금속 트레이, 완전히 고무로 만들어진 트레이가 있다. 1933년에 제작된 금속 얼음 쟁반은 쟁반을 옆으로 구부려 만들어진 각얼음을 빼낼 수 있다. 가정에서 냉동용으로 미리 채워진 상업용 일회용 얼음 쟁반은 더 나은 맛을 내고 오염 위험을 줄이기 위해 설계되었다.
덴마크 발명가인 엘링 방에달-닐센은 1978년에 일회용 아이스 백에 대한 특허를 받았다. 그는 각얼음 트레이로 만들 수 있는 얼음보다 더 많은 양이 필요했을 때 친구와 하룻밤을 보낸 후 이 발명의 영감을 얻었다. 그래서 보통 비닐 봉지에 물을 채우고 얼린 후 망치로 되찾아와야 했었다. 나중에 디자인은 각얼음에 각자 칸이 생기고 백의 입구는 막는 식으로 수정되었다. 각얼음 백은 이후 전 세계적으로 판매되고 채택되었다.

### 기계

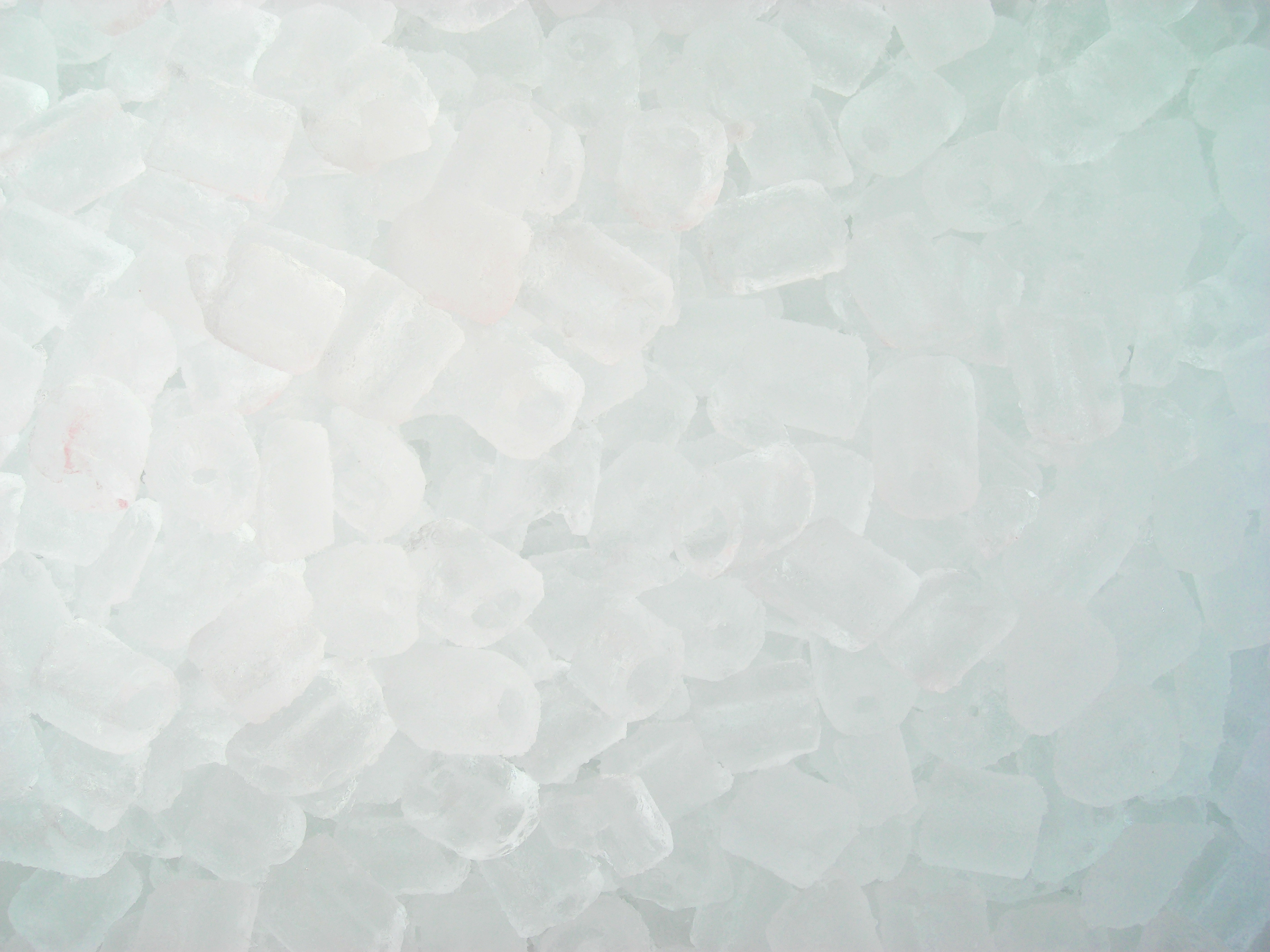
음료 냉각을 위한 속이 빈 원통형 얼음 "큐브"

전용 제빙기는 실험실, 가정 및 학업용 얼음 조각을 생산하는 데 사용할 수 있다. 각얼음도 상업적으로 생산되고 대량으로 판매된다.

## 특성의 범위

### 맑음 및 흐림
시중에서 만든 얼음 조각은 가정용으로 만든 얼음 조각에 비해 투명할 수 있다. 탁한 얼음 조각은 물이 빨리 얼거나 물에 녹은 이물질이 많을 때 만들어진다. 물이 어는점까지 냉각되고 얼음이 형성되기 시작하면 용해된 기체는 더 이상 용액에 머물 수 없고 미세한 기포로 나온다. 그러나 얼음이 물에 뜨기 때문에 표면에 층을 형성하기에 충분한 얼음이 있으면 얼음 층은 각얼음 안에 있는 모든 기포를 가둔다. 상업적인 제빙기는 흐르는 정수를 사용하여 바닥에서 냉각될 수 있는 얼음을 만들고, 큐브가 커짐에 따라 거품이 위에서 씻겨 나갈 수 있도록 한다.

### 부서진 얼음
일부 칵테일에 미적 효과를 주려고 부숴지거나 불규칙한 모양의 조각으로 깎이기도 하는 각얼음이다. 부서진 얼음은 냉각 속도가 얼음 입자의 수와 평균 반지름에 의해 좌우되기 때문에 더 빠른 냉각이 필요한 경우에도 사용된다. 얼음은 분쇄되어 슬러시를 만드는 데 사용되기도 한다.
으깬 얼음은 단단한 얼음보다 더 빨리 녹는데, 이는 표면적이 더 커서 단단한 얼음에 비해 열전달이 빠르기 때문이다.

## 같이 보기
- 아이스 팩
- 음펨바 효과
- 얼음 과자